# Mkpot
Mkpot (ou Mpot, Nkpot) est une localité du Cameroun située dans la Région du Sud-Ouest et le département de la Manyu. Elle est rattachée administrativement à la commune d'Eyumodjock et au canton de Kembong.

## Population
La localité comptait 107 habitants en 1967, principalement Ejagham. À cette date elle disposait d'une école catholique créée en 1959, d'un marché le jeudi.
Lors du recensement de 2005 on y a dénombré 389 personnes.